# Elinor Silfversparre
Lilly Elinor Silfversparre Fahlén, född 7 oktober 2000 i Bromma, är en svensk skådespelare.
Silfversparre är utbildad via Calle Flygare Teaterskola, och har sedan våren 2022 medverkat professionellt inom scen och film. Hon har bland annat spelat rollen som Moa i Netflixfilmen One More Time och som Annelie Lind i Beckfilmen Den osynlige mannen.

## Filmografi
| År   | Titel                      | Roll                 | Noter     |
| ---- | -------------------------- | -------------------- | --------- |
| 2023 | One More Time              | Moa                  |           |
| 2024 | The Pirate Bay             | Emma                 | 1 avsnitt |
| 2025 | AKTA                       | Lisa (endast kredit) | 1 avsnitt |
| 2025 | Beck – Den osynlige mannen | Annelie Lind         | TV-film   |